# Pankraz Freitag
Pankraz Freitag, né le 12 décembre 1952 à Glaris et mort le 5 octobre 2013 à Haslen, est un homme politique suisse membre du Parti libéral-radical. Il siège au Conseil des États de 2008 à sa mort.

## Biographie
Originaire d'Elm et d'Engi, il étudie les mathématiques, la physique et la biologie à l'Université de Zurich. En 1978, il devient professeur de mathématiques à la Kantonsschule de Glaris. En 1996, il est promu au poste de vice-recteur.
En juin 1994, il est élu au parlement du canton de Glaris puis, en mai 1998, au gouvernement cantonal où il prend en charge les travaux publics. À la suite de la démission du conseiller aux États Fritz Schiesser, désigné à la présidence du Conseil des écoles polytechniques fédérales, les délégués du Parti radical-démocratique glaronnais désigne Pankraz Freitag comme candidat à sa succession le 7 janvier 2008. Dans la foulée, le socialiste Werner Marti et l'indépendant René Brandenberger présentent également leur candidature. Lors du scrutin organisé le 10 février, Pankraz Freitag est élu avec 4 969 voix, dépassant ainsi la majorité absolue de 4 568 voix ; Werner Marti arrivé deuxième ne remporte que 2 975 voix.
À la suite de son élection, Freitag quitte le gouvernement cantonal, son successeur étant élu le 6 avril.
Il meurt subitement dans la nuit du 4 au 5 octobre 2013,. Il est remplacé au Conseil des États par Thomas Hefti.
Il est marié et père de trois enfants.